# Robin van der Laan
Robertus ("Robin") Petrus van der Laan (Schiedam, 5 september 1968) is een voormalige Nederlandse voetballer, die speelde als aanvaller en aanvallende middenvelder gedurende zijn carrière.
Van der Laan begon zijn loopbaan bij SVV en speelde daarna voor FC Wageningen. Aan het begin van het seizoen 1990-1991 kreeg hij een rode kaart voor een elleboogstoot in de wedstrijd tegen AZ. Aangezien zijn schorsing een week later nog niet was uitgesproken, stond hij de volgende wedstrijd tegen BV De Graafschap gewoon in de basis en kreeg hierin wederom een rode kaart, ditmaal wegens het schoppen van zijn tegenstander. De KNVB nam de opeenstapeling van twee zware overtredingen uiterst serieus en besloot hem voor 14 wedstrijden te schorsen. Zijn trainer bij FC Wageningen, Piet Buter had goede contacten met John Rudge, de manager van Port Vale FC en regelde een overstap voor Van der Laan. Hij groeide bij Port Vale uit tot steunpilaar in de verdediging en speelde in 4,5 seizoen 176 wedstrijden, waarin hij 24 doelpunten maakte. Hierna toog hij naar Derby County, Wolverhampton Wanderers FC en Barnsley FC, waar hij in 2001 zijn carrière beëindigde.
In februari 2018 werd hij trainer van Newcastle Town FC.